# Pedroso (La Rioja)
Pedroso és un municipi de la Rioja, a la regió de la Rioja Alta. Està situat en la vall del ric Najerilla a uns 43 km de Logronyo i 16 de Nájera. El seu terme municipal està travessat pel rierol Pedroso, presenta un relleu ascendent cap a l'est fins a arribar als cims del Serradero. A l'oest, el paisatge es fa més pla, fins a fondre's amb la ribera del marge dret del Najerilla 